# Enfrentamientos entre Hezbolá y Siria (2024-presente)
Desde la caída del gobierno de Ásad el 8 de diciembre de 2024 tras una ofensiva de la oposición siria liderada por HTS, se han producido varios enfrentamientos entre el recién formado gobierno de transición sirio y Hezbolá, que anteriormente había respaldado al régimen baazista durante toda la guerra civil siria, principalmente a lo largo de la frontera entre Líbano y Siria . Los enfrentamientos giran principalmente en torno a animosidades geopolíticas y cuestiones relacionadas con el contrabando de capatgon, ya que el nuevo gobierno sirio busca impedir las transferencias de armas iraníes a Hezbolá.

## Antecedentes
Hezbolá fue un aliado importante del régimen de Assad en Siria . Hezbolá ha ayudado al gobierno de Bashar al-Assad durante toda la guerra civil siria en su lucha contra la oposición siria desde 2011, que Hezbolá ha descrito como una   En 2014, Hezbolá, una milicia islamista chiíta apoyada por Irán, se desplegó en toda Siria y libró una guerra en gran medida sectaria contra las fuerzas de oposición dominadas por los sunitas, incluido el Ejército Libre Sirio, que cometió atrocidades masivas y crímenes de guerra contra la comunidad sunita siria.  Hezbolá ha servido como un brazo estratégico de Irán en el Levante, desempeñando un papel importante en el conflicto entre Irán y Arabia Saudita.
El 8 de diciembre de 2024, el régimen de Assad se derrumbó como resultado de la caída de Damasco en medio de una gran ofensiva de las fuerzas de oposición lideradas por Hay'at Tahrir al-Sham, que posteriormente estableció un gobierno de transición dirigido por Ahmed al-Sharaa .  Los combatientes de Hezbolá facilitaron la evacuación de altos funcionarios del régimen de Assad y de miembros de la familia Assad al Líbano. Desde entonces, el nuevo gobierno sirio ha tomado medidas para frenar el contrabando de armas y drogas a lo largo de la frontera, después de cortar la ruta de suministro de Irán a Hezbolá a través de la frontera entre Irak y Siria, obstaculizando la capacidad de Hezbolá para reconstruirse después de que sus capacidades militares se vieran en gran medida dañadas por la invasión israelí del Líbano .  El 11 de enero de 2025, el jefe de Estado sirio, Ahmed al-Sharaa, se reunió con el primer ministro libanés, Najib Mikati, y llegaron a un acuerdo para asegurar la frontera entre los dos países y prevenir el contrabando ilegal como máxima prioridad. 

## Cronología

### Diciembre de 2024
El 14 de diciembre de 2024, el Comando de Operaciones Militares de Siria lanzó una redada en Al-Mazra'a, en la Gobernación de Homs, considerada un importante bastión de Hezbolá, que dio como resultado la detención de  .  Ese mismo día, el secretario general de Hezbolá, Naim Qassem, declaró su intención de establecer una relación de trabajo con el nuevo gobierno interino dirigido por HTS para restablecer su ruta de suministro de armas en Siria. 

### Enero de 2025
El 10 de enero de 2025, militantes de Hezbolá mataron a cinco combatientes del HTS en el distrito occidental de Al-Qusayr y escribieron amenazas al Estado sirio en sus cadáveres. Otras fuentes afirman que los cinco muertos eran civiles. Al-Qusayr ha servido durante mucho tiempo como una ruta clave de contrabando para que Hezbolá traslade armas al Líbano. 
El 13 de enero de 2025, se alegó que Hezbolá estuvo involucrado en un ataque en coordinación con la Resistencia Popular Siria asadista contra las fuerzas del gobierno sirio, matando a más de 35 fuerzas lideradas por HTS en la Gobernación occidental de Homs, como parte de la insurgencia leal a Assad en el oeste de Siria . 
El 25 de enero de 2025, las fuerzas sirias frustraron un intento de contrabando de armas hacia Hezbolá desde la gobernación de Rif Dimashq . El 2 y 3 de febrero, las fuerzas del gobierno sirio confiscaron más armas pequeñas destinadas a Hezbolá en las provincias de Rif Dimashq y Homs. 

### Febrero de 2025
El 6 de febrero de 2025, el ejército sirio anunció el lanzamiento de una campaña de seguridad en la provincia occidental de Homs para "cerrar las rutas de contrabando de armas y artículos de contrabando".  Posteriormente entró en Haweek, una ciudad fronteriza en la región de Hermel en el noreste del Líbano frecuentemente utilizada para el contrabando, después de repeler el intento de Hezbolá de avanzar hacia Al-Qusayr.  Los enfrentamientos incluyeron intercambios de disparos y uso de granadas de mortero por parte del ejército sirio.  Los clanes libaneses —que según se informa forman parte de una red de contrabando afiliada a Hezbolá que anteriormente cooperaba con la industria de contrabando Captagon del régimen de Assad— mataron a dos o tres soldados sirios, exmiembros de HTS, y capturaron a otros dos, publicando un video de ellos golpeándolos y transfiriéndolos a Hermel . Siria respondió enviando refuerzos militares a la zona, atacando la ciudad y enfrentándose a clanes afiliados a Hezbolá y miembros del antiguo régimen sirio, arrestando a 18 de ellos.   Un proyectil sirio que cayó en la ciudad fronteriza libanesa de al-Qasr hirió a un soldado del ejército libanés .   El Ministerio de Defensa sirio anunció que "extendió su control sobre la ciudad de Haweek" después de los enfrentamientos con Hezbolá y grupos de narcotraficantes, y dio a los secuestradores un ultimátum de seis horas para que entreguen a los dos soldados sirios secuestrados. 
El 7 de febrero de 2025, los enfrentamientos entre el ejército sirio y miembros de clanes libaneses continuaron intensificándose. Tres militantes libaneses resultaron heridos en Qanafed, situado en la frontera, incluidos dos del clan Jaafar y otro perteneciente al clan Rashini. Otras cuatro personas resultaron heridas por el fuego de artillería sirio en la aldea fronteriza libanesa de Jarmash, y dos cohetes sirios cayeron en las afueras de Kouwakh, en el Líbano.  Ese mismo día, el gobierno sirio y los clanes libaneses acordaron un intercambio de prisioneros. Como parte del acuerdo, los miembros de las tribus libanesas liberaron a dos miembros del HTS y entregaron el cuerpo de un combatiente muerto del HTS, y a cambio el HTS liberó a 16 mujeres y niños tomados de una aldea vecina, según Al Mayadeen, alineado con Hezbolá. 
El 8 de febrero de 2025, el presidente libanés Joseph Aoun ordenó a las unidades del ejército libanés estacionadas a lo largo de las fronteras norte y este que "respondieran a las fuentes de fuego lanzadas desde territorio sirio" con las "armas apropiadas".  La Agencia Nacional de Noticias Libanesa afirmó que el ejército fue desplegado en nuevas posiciones en las afueras de Hermel e informó que una torre de observación del ejército fue dañada por un proyectil de artillería sirio. También se informó que 8 personas fueron trasladadas a hospitales en Hermel después de resultar heridas por los bombardeos dirigidos contra las ciudades de Zakiyah, Ard al-Sabea, Sahlat al-Maa y Qanafez. 
El 9 de febrero de 2025, el Ejército libanés anunció que había lanzado ataques de represalia contra posiciones sirias en respuesta a los continuos bombardeos de las regiones fronterizas libanesas desde Siria. Se implementaron amplias medidas de seguridad a lo largo de la frontera, incluidos puntos de monitoreo, patrullas y puestos de control temporales. La Agencia Nacional de Noticias del Líbano informó que cohetes sirios cayeron en varias aldeas del este del Líbano y que dos drones sirios fueron derribados en la frontera.  El ejército libanés también comenzó a atacar varios bastiones de Hezbolá en las regiones fronterizas del norte del Líbano. 
El 10 de febrero de 2025, el ejército libanés confiscó una "gran cantidad" de armas, incluidas "granadas propulsadas por cohetes, granadas de mano, armas militares y municiones", de los domicilios de personas buscadas. Las autoridades sirias informaron de la confiscación de un gran número de instalaciones para la fabricación de drogas y de una imprenta de moneda falsa en Haweek.   Además, los clanes chiitas libaneses, entre ellos las familias Jaafar, Zaiter, Noun, Jamal y Rachini, anunciaron su retirada de Siria al Líbano "para evitar cualquier fricción". Los clanes chiitas de la parte norte del valle de Beqaa expresaron su "consternación" por el "abandono total e injustificado" por parte del Estado libanés, que, según ellos, les obliga a defender el país por sí mismos.  El Ministerio de Defensa sirio envió refuerzos militares adicionales a la zona rural de Al-Qusayr, en el oeste de Homs, mientras continuaban los enfrentamientos con lo que llamó "restos del régimen de Assad y narcotraficantes". 
El 11 de febrero de 2025, Siria anunció que había comenzado a colocar minas terrestres en cruces fronterizos y carreteras ilegales con el Líbano. El Comando de Operaciones Militares de Siria declaró que “después de completar el barrido de la frontera con el Líbano, hemos comenzado a minar todos los cruces y caminos ilegales dentro de nuestras fronteras para evitar el contrabando y los problemas con el Líbano”. Según una fuente, “las autoridades libanesas han emitido directivas estrictas para asegurar la frontera y expulsar a los militantes libaneses, lo cual se ha llevado a cabo”. 
El 22 de febrero de 2025, la Fuerza Aérea israelí lanzó ataques aéreos contra Hezbolá en la frontera entre Siria y el Líbano. 

## Análisis
Fuentes diplomáticas occidentales señalaron que la decisión de Hezbolá de no involucrarse oficialmente en el conflicto "señala un cambio en su enfoque operativo", ya que actualmente recurren a "actuar a través de tribus locales en la región, orquestando eventos desde detrás de escena" en lugar de cómo habrían intervenido directamente en el pasado. Fuentes diplomáticas también expresaron su preocupación por que el conflicto pudiera adoptar una dimensión sectaria, dado que las aldeas fronterizas libanesas son exclusivamente chiitas mientras que el nuevo gobierno sirio es en gran parte sunita y "percibido como vinculado a Daesh, que oprime a una minoría". 
Según The Arab Weekly, la decisión del ejército libanés de actuar contra Hezbolá significa que prioriza su propia agenda independientemente de las posiciones e intereses de Hezbolá. Esto también indica la solemnidad del ejército a la hora de implementar el acuerdo de alto el fuego entre Israel y el Líbano de 2024. 